# Защитникам неба Москвы (памятник)
Защитникам неба Москвы — памятник в столице России. Расположен на Большой Юшуньской улице.
Памятник создан после обнаружения в районе Чертаново (Кировоградская улица) останков разбившегося в октябре 1941 года самолёта СБ-2 173-го авиаполка 77 АД ВВС КА. Открыт 1 октября 1971 года у школы № 629 (ныне закрыта, а в здании находится Центр внешкольной работы).
Состав экипажа разбившегося самолёта:
- Командир звена, пилот, лейтенант Юрий Петрович Тихомиров (1919—1941);
- Стрелок-бомбардир-наблюдатель, лейтенант Алексей Яковлевич Ончуров (1918—1941);
- Стрелок-радист, сержант Павел Александрович Ворона (1919—1941).

На месте гибели экипажа в Чертаново в 1970 году также был установлен небольшой обелиск с именами героев, а 9 мая 1995 года был открыт мемориал памяти. Там же расположена и могила командира экипажа А. Я. Ончурова.